# Marian Golenia
Marian Golenia (ur. 10 lutego 1941 w Smolarzynach) – polski działacz partyjny i państwowy, ekonomista, w latach 1982–1990 wicewojewoda wałbrzyski.

## Życiorys
Syn Antoniego i Stefanii. Od 1964 do 1968 należał do Związku Młodzieży Socjalistycznej, w 1965 wstąpił do Polskiej Zjednoczonej Partii Robotniczej. W 1966 został członkiem egzekutywy Komitetu Powiatowego PZPR w Dzierżoniowie, od 1973 do 1975 pozostawał w nim sekretarzem ds. ekonomicznych. Następnie związany z Komitetem Wojewódzkim PZPR w Wałbrzychu, w którym był kolejno kierownikiem Wydziału Ekonomicznego (1975–1977) oraz członkiem egzekutywy i sekretarzem (1977–1981). Od 1982 do 1990 pełnił funkcję wicewojewody wałbrzyskiego.